# Exergaming
L'exergaming o exer-gaming (parola inglese composta da exercise, esercizio fisico, e gaming, il giocare tramite un'interfaccia video) è un termine usato per indicare un genere di videogiochi che espletano anche una funzione di esercizio fisico. L'exergaming si basa su una tecnologia che richiede anche il movimento del corpo o comunque una reazione fisica. Questo genere è stato attribuito come il ribaltamento dello stereotipo dei videogiochi, considerati come un'attività sedentaria, e promuovere uno stile di vita attivo. I videogiochi exergames sono anche visti come un'evoluzione tecnologica mirata a rendere il gioco più divertente e dinamico.
L'exergaming si basa sulla tecnologia che rileva i movimenti del corpo. Questo genere di allenamento è stato ideato per la promozione di uno stile di vita attivo e sano. Gli exergames sono in continuo aumento, grazie agli investimenti che le grosse aziende stanno apportando.
L'exergaming è diffuso anche in Italia, con varie console predisposte per l'exergaming: Nintendo Wii e Xbox 360. Il fenomeno non è recente, ma è attivo fin dagli anni 80. Il primo gioco exergaming è stato Dance Dance Revolution della Konami, che grazie ai 3 milioni di copie vendute è diventato l'esemplare più famoso della categoria.
Grazie a questi numeri, nel 2000 varie società hanno investito molto per sfruttare l'exergaming. Tra gli esempi più famosi c'è l'EyeToy, una videocamera digitale compatibile con la PSP e la PlayStation 2. 9 anni dopo sono arrivati il Microsoft Kinect, il PlayStation Move ed il Wii Fit, che grazie allo loro vendite hanno permesso all'exergaming di entrare nel dizionario americano Collins .

## Alcuni titoli exergaming
- Wii Fit
- Wii Fit Plus
- Wii Fit U